# Carsten Svensson
Carsten Svensson (født 20. marts 1954 i København) er en dansk officer.
Svensson blev menig 1973. Han blev uddannet på Hærens Officersskole 1975-79 og tog Føringskursus og Stabskursus I 1983-84 og Føringskursus og Stabskursus II 1986-87. 1974 blev han sergent, 1979 premierløjtnant, 1984 kaptajn, 1987 major, 1993 oberstløjtnant, 1999 midlertidig oberst, 2000 oberst, 2001 midlertidig brigadegeneral, 2003 brigadegeneral og 2004 generalmajor.
Carsten Svenson var 1980-82 næstkommanderende for et kompagni under Sjællandske Livregiment, 1982-83 operationsofficer ved en bataljon under Sjællandske Livregiment, 1984-86 operationsofficer ved 1. Sjællandske Brigade, 1987-89 lærer i logistik og faglig tjeneste ved Forsvarsakademiet, 1989-92 sagsbehandler i Forsvarsministeriets 8. kontor, 1992-93 konstitueret chef for Forsvarsministeriet 9. kontor, 1993 chef for en bataljon under Bornholms Værn, 1993-98 oberstløjtnant i overtalligt nummer og ambassaderåd ved DANATO, 1998-99 chef for en bataljon ved Sjællandske Livregiment, 1999-2000 chef for DANBN/NORDPOLBDE/SFOR, 2000-01 chef for 1. Sjællandske Brigade, 2001-03 militærrådgiver for generalsekretærens særlige repræsentant/UNMIBH, 2003 chef for Fakultetet for Højere Militær Uddannelse ved Forsvarsakademiet, 2003-04 stabschef ved Forsvarsakademiet og 2004-07 Chief of Staff/CC-Land/HQ Heidelberg. Han var 2007-10 chef for Forsvarsakademiet og har siden 2010 været chef for operationsstaben i Forsvarsstaben.
Svensson bærer Kommandørkorset af Dannebrogordenen, Hæderstegnet for god tjeneste ved Hæren (25 år) og medaljen for United Nations Peacekeeping Force in Cyprus (UNFICYP).